# Blue Stuff
Blue Stuff è una blues band napoletana, nata nel 1982.

## Storia
Nascono a Napoli nel 1982, dall'iniziativa del cantante-batterista Mario “Blue Train” Insenga, già animatore di un precedente progetto musicale, i Blue Box.
Lo stile della band si ispira al blues classico della scuola di Chicago; per i primi anni l'attività si svolge quasi esclusivamente dal vivo, con concerti in tutta Italia.
Il debutto discografico avviene nel 1990 con Chicago Bound, seguito da un disco dal vivo.
Sul finire del 1991 nasce la collaborazione con Joe Sarnataro, ovvero l'alter ego blues di Edoardo Bennato, che rimane colpito dalla viscerale energia compositiva ed esecutiva del gruppo.
Nel 1992 la collaborazione si concretizza nel disco È asciuto pazzo 'o padrone, colonna sonora del musical Joe e suo nonno, incentrato sui mali di Napoli. La collaborazione prosegue per i due anni successivi, con tournée che toccano Svizzera, Austria e Germania, fino a quando il “gioco di finzione” di Joe Sarnataro non ha fine.
Poi i Blue Stuff continuano per la loro strada, fatta sempre di blues, che li ha portati nel 1994 a pubblicare L'acqua è poca per la Sony Music (in cui nel brano omonimo canta anche Bennato), e nel 1999 Roba blues per l'etichetta napoletana Cheyenne Records, che ristampa alcuni dei loro album precedenti.
Dai primi anni 2000 Mario Insenga e i Blue Stuff portano avanti il progetto Dr. Sunflower, una jug band che propone brani tradizionali pre-blues e blues della prima metà del secolo scorso.
Nel 2007 esce il loro CD dal vivo registrato al Liri Blues Festival insieme a una band di 12 organetti (Piccola orchestra la Viola), in occasione del decennale del gemellaggio tra Isola del Liri e New Orleans. Il progetto, Omaggio a New Orleans, è una originale rielaborazione del repertorio blues classico della Louisiana.
Per la Cheyenne Records pubblicano nel 2008 ...Altra gente... Altro blues..., nel 2011 Dr. Sunflower's Krotal Oil Liniment e nel 2016 Hadacol Special - N.O.La..

## Formazione

### Formazione attuale
- Mario Insenga (Blue Train): voce, batteria (1982-presente)
- Emilio Quaglieri (Mojito slim): dobro, chitarra
- Sandro Vernacchia: dobro, chitarra
- Francesco Miele: contrabasso, basso elettrico

### Ex componenti
- Guido Migliaro: chitarra, armonica, voce (1982-1997)
- Enzo Caponetto: chitarra (1982-1997)
- Renato Federico: tastiere (1982-1997)
- Roberto D'Aquino: basso (1982-1993)
- Gennaro Pasquariello: basso (1993-1994)
- Mino Berlano: basso (1996-2003)
- Gennaro Porcelli: chitarra (1999-2005)
- Fulvio Sorrentino: dobro
- Lino Muoio: chitarra, mandolino, cori (1999-2018)
- Alfred K Parolino: chitarra

## Discografia

### Album in studio
- 1990 - Chicago Bound (ristampato nel 2007 dalla Cheyenne Records, CYR 023)
- 1991 - Live - Hot Chicago Blues (ristampato nel 2010 dalla Cheyenne Records, CYR 036)
- 1992 - È asciuto pazzo 'o padrone (Virgin VDI 135; con Edoardo Bennato; ristampato nel 2004 dalla Cheyenne Records, CYR 014)
- 1994 - L'acqua è poca (Sony Music; ristampato nel 2006 dalla Cheyenne Records, CYR 016)
- 1999 - Roba blues (Cheyenne Records, CYR 010)
- 2007 - Omaggio a New Orleans (Liri Blues Festival e Terre in Moto, TIM011; con la Piccola Orchestra La Viola)
- 2008 - ...Altra gente... Altro blues... (Cheyenne Records, CYR 025)
- 2011 - Dr. Sunflower's Krotal Oil Liniment (Cheyenne Records, CYR 031)
- 2016 - Hadacol Special - N.O.La. (Cheyenne Records, CYR 043)
- 2018 - -7 (Gennarelli Bideri, 018)